# Mitologia creek

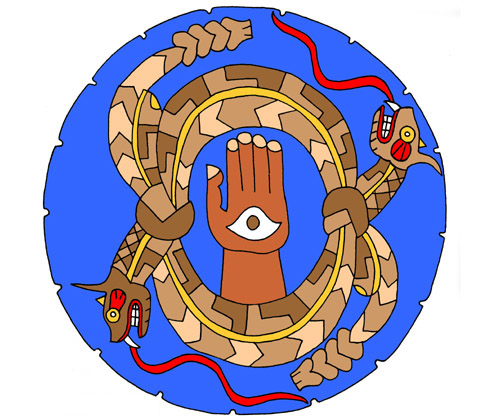
Diversos motius en el Complex cerimonial del sud-est en una placa cerimonial de pedra trobada en el jaciment arqueològic de Moundville, a Alabama.

La mitologia creek és la mitologia pròpia del poble indígena creek que originalment habitava el sud-est dels Estats Units; també s'anomenen muskogee (en muskogi: mvskoke [məskoke]), que és el nom pel qual s'identifiquen en l'actualitat. Els muscogees moderns viuen principalment en els estats d'Oklahoma, Alabama, Geòrgia, i Florida; el seu idioma és el muskogi. Els seminola són parents dels muscogee i també parlen el mateix idioma. Els creeks són considerats una de les cinc tribus civilitzades. Després de la guerra creek molts d'ells van escapar a Florida per crear la tribu seminola.
Els creek eren probablement descendents dels pobles de la cultura del Mississipi, que vivien al llarg del riu Tennessee.

## Mitologia
Els creek creuen que en els seus començaments tot estava cobert d'aigua. L'única terra exposada era un turó anomenat Nunne Chaha, i en el turó hi havia una casa, en la qual habitava Esaugetuh Emissee ("mestre de l'alè"). Ell va crear la humanitat modelant-la amb l'argila del turó. Els creek també veneren a Sint Holo, la Serp banyuda, qui es manifesta a homes joves savis escollits.
Al món primigeni, només hi havia caos i criatures estranyes. El Mestre de l'alè va crear al Germà Lluna i a la Germana Sol, i les quatre direccions per sostenir al món. Els primers habitants van ser els descendents de la Germana Sol i de la Serp banyuda. Els primers dos creek van ser el Caçador Afortunat i la Dona Blat de moro, que evidencien els seus rols en la societat creek.
Hisagita-imisi (el qual "preserva l'alè", o també anomenat Hisakitaimisi) era el Déu Suprem, una deïtat solar. També se l'anomena Ibofanga ("el que es troba assegut per sobre nostre").